# La Santísima Trinidad de Paraná

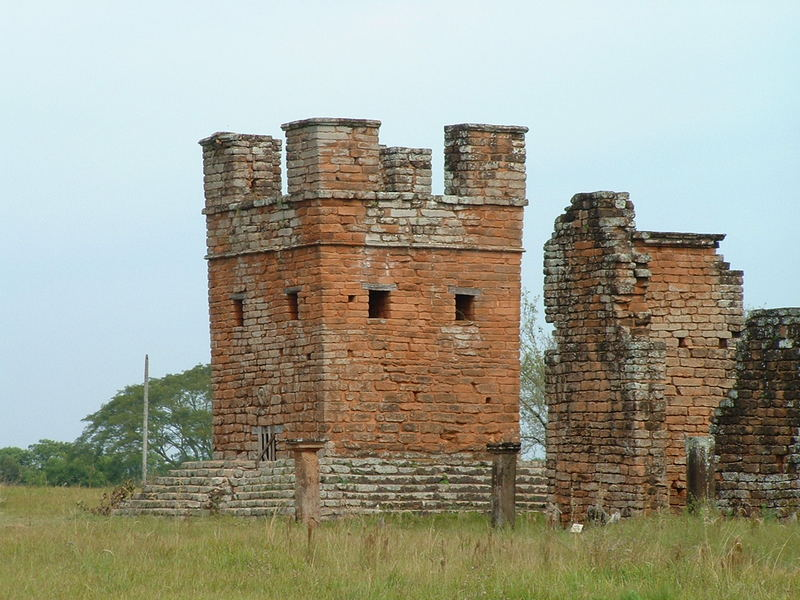
La Santísima Trinidad de Paraná

La Santísima Trinidad de Paraná , eller Heliga Trefaldigheten i Paraná, är en gammal jesuitisk missionsstation i Paraguay. Den är en av många små kolonier, kallade "reducciones", som grundades av missionärer i olika delar av Sydamerika under 1600- och 1700-talet. Dessa byar bygges som stadsstater i miniatur och integrerade inhemska folkgrupper med den kristna värdegrunden.
La Santisima Trinidad de Paraná, ofta av lokalbefolkningen kallad "ruinerna i Trinidad", var en av de sista av dessa jesuitbyar. Den är också den som är lättast att nå och därför också den mest besökta. Trinidad, som ligger nära den moderna staden Encarnación, grundades 1706 och var en självförsörjd stad komplett med ett centralt torg, en stor kyrka, en skola, flera verkstäder, ett museum och bostäder för den lokala indianbefolkningen.
Nedgången av jesuiternas påverkan i området ledde till att Trinidad övergavs och resterna blev kvar att förfalla. Tack vare att det skedde relativt nära vår tid, har Trinidad inte tagit så stor skada och senare tiders historiska sällskap har upprätthållit ruinernas goda tillstånd fram till våra dagar.
1993 lades missionerna i La Santisima Trinidad de Paraná och Jesus de Tavarangue till Unescos världsarvslista.